# زمان خیز
زمان خیز (انگلیسی: Rise time) یا زمان صعود
در الکترونیک هنگام توصیف ولتاژ یا جریان تابع پله، زمان خیز زمان صرف‌شده توسط یک سیگنال برای تغییر از مقدار مشخص کم (معمولا ۱۰ درصد) به مقدار مشخص بالا (معمولا ۹۰ درصد) است. این مقادیر ممکن است به عنوان یک نسبت، یا به‌طور مشابه به عنوان درصد با توجه به یک مقدار مرجع داده شده، تعریف شده باشند.
در لوازم الکترونیکی، هنگام توصیف یک ولتاژ یا تابع پله، زمان خیز زمانی است که یک سیگنال برای تغییر از مقدار کم به مقدار بالا تعیین می‌کند. این مقادیر ممکن است به صورت نسبت یا معادل آن به عنوان درصد نسبت به یک مقدار مرجع معین بیان شوند. در الکترونیک آنالوگ و الکترونیک دیجیتال، این درصدها معمولاً ۱۰ درصد و ۹۰ درصد ((یا معادل ۰٫۱ و ۰٫۹) ارتفاع پله خروجی هستند: با این حال، معمولاً از مقادیر دیگر استفاده می‌شود. برای کاربردهای نظریه کنترل، بر اساس لوین (۱۹۹۶، ص ۱۵۸)، زمان خیز به عنوان «زمان مورد نیاز برای افزایش پاسخ از x٪ به y٪ از مقدار نهایی آن» تعریف می‌شود، با زمان خیز ۰٪ تا ۱۰۰٪ معمول برای سیستم‌های درجه-دوم با زیرمیرا، ۵ تا ۹۵ درصد برای میرایی بحرانی و ۱۰ تا ۹۰ درصد برای سامانه‌های فوق میرا. با توجه به Orwiler (1969، ص ۲۲)، اصطلاح «زمان خیز» در مورد پاسخ پله مثبت یا منفی اعمال می‌شود، حتی اگر یک اُفت و خیز منفی به‌طور عمومی زمان افت نامیده شود.

## بررسی اجمالی
زمان خیز یک پارامتر آنالوگ از اهمیت اساسی در لوازم الکترونیکی با سرعت بالا است، زیرا اندازه‌گیری توانایی مدار برای پاسخ به سیگنال‌های ورودی سریع است. تلاش‌های زیادی برای کاهش زمان خیز مدارها، ژنراتورها و تجهیزات اندازه‌گیری و انتقال داده‌ها انجام شده است. این کاهشها ناشی از تحقیقات بر روی دستگاه‌های الکترون سریع‌تر و فنون‌های کاهش پارامترهای مدار سرگردان (عمدتاً ظرفیت و استقراء) است. برای برنامه‌های کاربردی خارج از حوزه الکترونیک با سرعت بالا، زمانهای طولانی (در مقایسه با سطح دستیابی به هنر) گاهی مطلوب است: مثالها کم شدن نور است، که در آن زمان خیز زمان طولانی‌تر، از جمله موارد دیگر، در طولانی مدت نتیجه می‌گیرد. طول عمر لامپ، یا در کنترل سیگنال‌های آنالوگ توسط سیگنال‌های دیجیتال با استفاده از سوئیچ آنالوگ، که در آن زمان خیز طولانی‌تر به معنی کاهش جریان خازنی و در نتیجه کاهش نویز اتصال به خطوط سیگنال آنالوگ کنترل شده است.

## عوامل مؤثر بر زمان خیز
برای یک خروجی سیستم معین، زمان خیز آن هم به زمان خیز سیگنال ورودی و هم به ویژگی‌های سیستم بستگی دارد.
به عنوان مثال، مقادیر زمان خیز در یک مدار مقاومتی عمدتاً به دلیل خازن و سلف سرگردان است. از آنجایی که هر مدار نه تنها دارای مقاومت است، بلکه ظرفیت و سلفی نیز دارد، تا رسیدن به حالت پایدار تأخیر ولتاژ و/یا جریان در بار آشکار است. در مدار RC خالص، زمان خروجی خروجی (۱۰ تا ۹۰)) تقریباً معادل 2.2 RC است.

## تعاریف جایگزین
تعاریف دیگری از زمان ظهور، جدا از تعریفی که توسط استاندارد فدرال 1037C (۱۹۹۷، ص. R-22) و تعمیم جزئی آن توسط لوین (۱۹۹۶، ص ۱۵۸) ارائه شده است، گهگاه مورد استفاده قرار می‌گیرد: این تعاریف جایگزین با استاندارد نه تنها برای سطوح مرجع در نظر گرفته شده متفاوت است. به عنوان مثال، گاهی از فاصله زمانی که به صورت گرافیکی مربوط به نقاط رهگیری مماس است که از طریق ۵۰٪ نقطه عملکرد تابع پله کشیده می‌شود، استفاده می‌شود. تعریف دیگری که توسط المور (۱۹۴۸، ص ۵۷) ارائه شد، از مفاهیم آمار و نظریه احتمال استفاده می‌کند. با در نظر گرفتن پاسخ پله V (t)، او زمان تأخیر tD را به عنوان اولین لحظه از اولین مشتق V ′ (t) تعریف می‌کند، یعنی
{\displaystyle t_{D}={\frac {\int _{0}^{+\infty }tV^{\prime }(t)\mathrm {d} t}{\int _{0}^{+\infty }V^{\prime }(t)\mathrm {d} t}}.}
سرانجام، او زمان خیز tr را با استفاده از لحظه دوم تعریف می‌کند:
{\displaystyle t_{r}^{2}={\frac {\int _{0}^{+\infty }(t-t_{D})^{2}V^{\prime }(t)\mathrm {d} t}{\int _{0}^{+\infty }V^{\prime }(t)\mathrm {d} t}}\quad \Longleftrightarrow \quad t_{r}={\sqrt {\frac {\int _{0}^{+\infty }(t-t_{D})^{2}V^{\prime }(t)\mathrm {d} t}{\int _{0}^{+\infty }V^{\prime }(t)\mathrm {d} t}}}}